# The Robbery (Seinfeld)
"El robo" (título original: "The Robbery") es el tercer episodio de la serie de la NBC Seinfeld. Fue emitido el 7 de junio de 1990.
Michael Richards (Kramer) inventó en este episodio su peculiar forma de entrar en el apartamento de Jerry. 

## Argumento
Kramer deja la puerta del apartamento de Jerry sin cerrar, y se produce un robo en su interior, por lo que Jerry decide mudarse. George le consigue un gran apartamento, el cual decide aceptar… hasta que George expresa su deseo por quedarse ese apartamento. Elaine está pendiente ya que quiere quedarse el apartamento que quede libre.

## Producción
Durante la grabación del episodio, se produjo un terremoto del que el actor Jason Alexander tuvo que protegerse, aunque nadie resultó herido. 